# Hạnh phúc bất ngờ
Hạnh phúc bất ngờ  (tiếng Hàn: 1% 의 어떤 것; Romaja: 1% ui Eotteon Geot; còn được biết đến với tên tiếng Anh: Something About 1%) là một bộ phim truyền hình Hàn Quốc năm 2016 với sự tham gia của Ha Seok-jin và Jeon So-min. Phim dựa trên cuốn tiểu thuyết ăn khách “1% of Anything” của tác giả Hyun Go-Woon, trước đó đã được dựng thành phim truyền hình vào năm 2003. Phim đã được phát sóng ở Hàn Quốc, Trung Quốc, Nhật Bản và Hoa Kỳ. Bộ phim được phát sóng lần đầu tiên vào ngày 30 tháng 9 năm 2016 trên Oksusu, một ứng dụng phát sóng di động thuộc sở hữu của SK Telecom. Bộ phim sau đó đã được phát sóng trên Dramax vào các ngày từ thứ Tư đến thứ Năm lúc 21:00 (KST), bắt đầu từ ngày 5 tháng 10 đến ngày 24 tháng 11 năm 2016. Ngoài ra, phim còn được phát sóng trên các nền tảng trực tuyến toàn cầu khác như Kakuten VIKI,...

## Nội dung chính
Lớn lên trong một gia đình giàu có, Lee Jae-in (Ha Seok-jin) có mọi thứ tốt nhất. Khi trưởng thành anh ấy thông minh, đẹp trai, có công việc lương cao, tóm lại là coi như có tất cả. Chỉ có một vấn đề, anh ta là một kẻ kiêu ngạo.
Bực tức với sự kiêu ngạo của cháu trai, ông của Jae-in đã nghĩ ra một kế để hạ thấp đứa cháu kiêu kỳ của mình và thậm chí có thể dạy cho anh ta một bài học. Để thừa kế mọi thứ mà ông nội sẽ để lại cho mình, Jae-in sẽ phải ký một một hợp đồng sáu tháng cho một mối quan hệ giả vờ với Kim Da-hyun (Jeon So-min), một giáo viên tiểu học đáng yêu với một nhân cách ngọt ngào được ông nội - chủ gia đình chọn cho Jae-in. Giáo viên không nhận ra, và người thừa kế cũng không biết rằng ông nội chính là người mà giáo viên đã cứu khi ông ngã gục bên ngoài trường của cô.
Bị buộc phải đồng ý với các điều khoản của ông mình, Jae-in và Da-hyun không còn lựa chọn nào khác ngoài việc cố gắng chịu đựng trong vài tháng tới hết mức có thể. Hoàn toàn xa lạ, không có điểm chung và chỉ có một hợp đồng để kết nối họ, mọi thứ bắt đầu khó khăn. Nhưng thời gian mang đến nhiều thay đổi và ngay cả những trái tim sắt đá nhất cũng có thể mềm lòng khi có cơ hội.

## Diễn viên

### Diễn viên chính
| Diễn viên   | Vai diễn    | Giới thiệu | Tham khảo |
| ----------- | ----------- | --- | --------- |
| Ha Seok-jin | Lee Jae-in  | 32 tuổi, người thừa kế thế hệ thứ ba hiện đang điều hành khách sạn SH. Anh kiêu ngạo, tính tình nóng nảy và ngang tàng khiến anh phải xung đột liên tục với ông của mình. Anh là người nghiêm khắc và tham công tiếc việc nên thường nhận cơn thịnh nộ từ Da-hyun.              | [ 7 ]     |
| Jeon So-min | Kim Da-hyun | 26 tuổi, một giáo viên tiểu học chu đáo, yêu công việc và là một cô gái tốt bụng. Cô vô tình cứu ông của Jae-in sau đó ông đưa cô đến với cháu của mình để cố gắng giúp đỡ Jae-in hiểu đươc những đạo đức của cuộc sống. Da-hyun là chủ tịch câu lạc bộ người hâm mộ của Ji-su. | [ 8 ]     |

### Diễn viên phụ

#### Gia đình của Jae-in
| Diễn viên          | Vai diễn      | Giới thiệu |
| ------------------ | ------------- | --- |
| Joo Jin-mo         | Lee Gyu-chul  | Ông nội của Jae-in, chủ tịch tập đoàn SH danh giá, người muốn cháu trai mình học đạo đức cuộc sống thay vì tham công tiếc việc                                          |
| Lee Kan-hee        | Kang Se-hee   | Mẹ nuôi của Jae-in. Cô nhận nuôi Jae-in sau khi cha anh qua đời trong một vụ tai nạn. Bà thương anh ấy như con ruột của mình và ủng hộ mọi quyết định của anh ấy        |
| Lee Hae-in (I.B.I) | Soo-jung      | Em gái cùng mẹ khác cha của Jae-in, sinh ra và lớn lên ở Canada, đã bí mật trở về Hàn Quốc vì tình yêu với ca hát. Cô thường xuyên bỏ nhà đi và thấy mình đã yêu Ji-su. |
| Kim Hyung-min      | Min Tae-ha    | Anh họ của Jae-in, hy vọng có sự nghiệp và ý tưởng của riêng mình. |
| Kim Min-sang       | Min Hyuk-joo  | Giám đốc đại diện của Tập đoàn SH, con rể của chủ tịch Lee Gyu-chul, là cha của Tae-ha và dượng của Jae-in, là một người có tham vọng.                                  |
| Kim Si-young       | Lee Soo-yeong | Con gái của chủ tịch Lee Gyu-chul, là mẹ của Tae-ha và cô của Jae-in.                                                                                                   |

#### Những người xung quanh Jae-in
| Diễn viên    | Vai diễn        | Giới thiệu |
| ------------ | --------------- | --- |
| Kim Sun-hyuk | Park Hyung-joon | Luật sư tư vấn của tập đoàn SH, bạn học cũ và hiện là bạn bè của Jae-in.                                         |
| Seo Eun-chae | Han Joo-hee     | Là con gái của chủ tịch tập đoàn Hóa học Hanjoo, bạn gái cũ của Jae-in, và là một cô gái nhà giàu rất ngỗ ngược. |

#### Gia đình của Da-hyun
| Diễn viên      | Vai diễn     | Giới thiệu |
| -------------- | ------------ | --- |
| Lee Sang-hoon  | Kim Jin-man  | Cha của Da-hyun, luôn mong muốn có con rể là bác sĩ/dược sĩ Đông y hoặc chỉ cần là một người bình thường (không giàu cũng không nghèo). |
| Lee Young-sook | Jung Mi-jung | Mẹ của Da-hyun, luôn tìm các buổi xem mắt cho con gái với mong muốn Da-hyun có đối tượng hẹn hò.                                        |

#### Những người xung quanh Da-hyun
| Diễn viên       | Vai diễn      | Giới thiệu |
| --------------- | ------------- | --- |
| Baek Seung-heon | Ji-su         | Ca sĩ mới (thực tập sinh) mà Kim Da-hyun yêu thích, thực ra đã biết Da-hyun từ lâu và thường được Da-hyun quan tâm. |
| Im Do-yoon      | Jung Hyun-jin | Quản lý của một cửa hàng quần áo cao cấp ở Cheongdam-dong, bạn thân của Da-hyun, có tính cách nóng nảy.             |
| Choi Sung-jae   | Jung Sun-woo  | Anh trai cùng cha khác mẹ của Hyun-jin, là nha sĩ và anh phải lòng Kim Da-hyun.                                     |

#### Nhân viên khách sạn SH Alpensia
| Diễn viên    | Vai diễn       | Giới thiệu                                                                  |
| ------------ | -------------- | --------------------------------------------------------------------------- |
| Jo Jae-ryong | Kang Dong-suk  | Trưởng phòng kế hoạch chiến lược của Tập đoàn SH, cánh tay phải của Jae-in. |
| Park Jin-joo | Han Yoo-kyung  | Nữ thư ký tại phòng kế hoạch chiến lược của Tập đoàn SH.                    |
| Kim Doo-hee  | Choi Chang-soo |                                                                             |

## Nhạc phim

### Phần 1
| STT | Nhan đề             | Nghệ sĩ                     | Thời lượng |
| --- | ------------------- | --------------------------- | ---------- |
| 1.  | "I Want You Bad"    | Lee Hae-in, Baek Seung-heon | 2:40       |
| 2.  | "364 Days Of Dream" | Na Yoon Kwon                | 3:34       |
| 3.  | "Love Therapy"      | Na Yoon Kwon, Han Yeri      | 4:18       |
| 4.  | "Nothing is Easy"   | Kim So Hyun                 | 3:41       |

## Đón nhận

### Tỷ lệ người xem
- Trong bảng dưới đây, số màu xanh chỉ tỷ lệ người xem thấp nhất và số màu đỏ chỉ tỷ lệ người xem cao nhất.[9]

| Tập        | Tựa đề | Ngày phát sóng       | AGB Nielsen (Toàn quốc) |
| ---------- | --- | -------------------- | ----------------------- |
| 1          | Từ định mệnh đến duyên phận: 1 phần trăm cơ hội tình yêu (인연에서 운명까지: 사랑 확률 1%)                                        | 5 tháng 10 năm 2016  | —                       |
| 2          | Điểm trận đấu. Tôi không chơi trò chơi mà mình sẽ thua (매치포인트. 지는 게임은 안 합니다.)                                       | 6 tháng 10 năm 2016  | 0.529%                  |
| 3          | Người đàn ông quá nhiều vấn đề; 'Đây là gian lận đó, biết không.' (문제적 남자; 이러는 건 반칙인데요.)                            | 12 tháng 10 năm 2016 | 0.713%                  |
| 4          | Mối quan hệ kinh doanh; 'Thế mới nói, anh đừng có đổ tôi đấy!' (사업적 관계; 그러니까, 나한테 반하지 말아요.)                     | 13 tháng 10 năm 2016 | 0.766%                  |
| 5          | Như những người khác; 'Bắt đầu làm những điều chưa từng làm' (남들처럼; 한 번도 안 해본 일들의 시작)                              | 19 tháng 10 năm 2016 | 0.624%                  |
| 6          | Như những người khác - Dành thời gian cho nhau trong cuộc sống bộn bề (남들처럼 - 바쁜 일상의 시간을 나누다.)                     | 20 tháng 10 năm 2016 | 0.826%                  |
| 7          | Ý nghĩa của món quà - Kỷ niệm trở thành ký ức quý giá (선물의 뜻 - 기억이 추억으로 채워지는)                                      | 26 tháng 10 năm 2016 | 1.287%                  |
| 8          | Tỏ tình thế nào: "Ở lại đây. Tại nhà tôi. Bên cạnh tôi." (어떤 고백: 여기 있어. 우리 집에, 내 옆에.)                              | 27 tháng 10 năm 2016 | 0.936%                  |
| 9          | Ghen tuông là cảm xúc mà tôi chưa từng cảm nhận trước đây (질투라는 건, 한 번도 느껴보지 못한 의외의 감정)                        | 2 tháng 11 năm 2016  | 0.897%                  |
| 10         | Yêu-ghét - 'Có nên phân biệt rạch ròi không?' (미운 정: 그러니까 이 남자를 살려둬야 하는 걸까?)                                   | 3 tháng 11 năm 2016  | 0.868%                  |
| 11         | Lời tỏ tình khi say: 'Dù sẽ rất khó khăn, nhưng em muốn đi cùng anh đến cuối cùng chứ?' (취중진담, 우리 힘들어도, 끝까지 가볼래?) | 9 tháng 11 năm 2016  | 0.496%                  |
| 12         | Sự vắng mặt của cô ấy - Có cảm giác như tim tôi sắp biến mất vậy (그녀의 부재 - 심장이 사라질 것 같은)                            | 10 tháng 11 năm 2016 | 0.790%                  |
| 13         | Kết thúc hợp đồng - 'Hãy đừng gặp một người tốt nhé' (계약의 끝 - 좋은 사람 만나지 마요)                                          | 16 tháng 11 năm 2016 | 0.848%                  |
| 14         | Lời nói dối - 'Liệu thời gian có thực sự chữa lành cho tôi không?' (거짓말 - 시간이 약이 될까요?)                                 | 17 tháng 11 năm 2016 | 0.751%                  |
| 15         | Anh yêu em - Những cảm xúc thật sự mà anh đã tiết lộ quá muộn (사랑해 - 너무 늦은 그 남자의 진심)                                 | 23 tháng 11 năm 2016 | 0.760%                  |
| 16         | Một phần trăm của may mắn - Người khiến tôi hoàn thiện bản thân mình (1%의 행운 - 나를 완벽하게 하는 사람)                        | 24 tháng 11 năm 2016 | 1.254%                  |
| Trung bình | Trung bình | Trung bình           | 0.823%                  |

Ghi chú: Bộ phim này được phát sóng trên kênh truyền hình cáp/truyền hình trả phí thường có lượng khán giả tương đối ít hơn so với các đài truyền hình công cộng/truyền hình miễn phí (KBS, SBS, MBC và EBS).

## Sản xuất
Phim bắt đầu quay vào ngày 6 tháng 6 năm 2016 và kết thúc vào ngày 16 tháng 8 năm 2016.

## Phát hành
Ban đầu, phim được lên kế hoạch phát sóng trên kênh truyền hình MBC nhưng vì lý do nào đó lại bị hủy một cách đáng tiếc. Sau đó, bộ phim được chuyển sang phát sóng đồng thời trên ứng dụng điện thoại Oksusu và kênh truyền hình cáp Dramax. Trên ứng dụng Oksusu, phim gồm 32 tập, phát sóng trước một tuần so với phiên bản 16 tập trên kênh Dramax. Hạnh phúc bất ngờ đã đạt hơn 5 triệu lượt xem trên ứng dụng Oksusu. Trên Dramax, Hạnh phúc bất ngờ là một trong những bộ phim khởi đầu của hệ thống 6 kênh truyền hình cáp trả tiền thuộc sở hữu của iHQ Inc..
Có một điều thú vị, bộ phim không quá phổ biến ở thời điểm phát sóng chính thức nhưng trở nên nổi tiếng rộng rãi sau khi phát hành định dạng DVD và Blu-ray, đặc biệt là ở Nhật Bản.
Làm nên thành công của Hạnh phúc bất ngờ có lẽ là bởi chemistry ngoài sức tưởng tượng của cặp đôi Jeon So-min và Ha Seok-jin. Các đoạn cắt của phim trên kênh Youtube chính thức 리모콘 by iHQ phần lớn đều đạt tới triệu lượt view. Trong đó nổi bật là cảnh hôn trong tập 13 hiện có tới hơn 15 triệu lượt xem.

## Phát sóng quốc tế
- Trên nền tảng phát sóng quốc tế Kakuten Viki, phim được hỗ trợ khoảng 18 ngôn ngữ khác nhau như: Anh, Pháp, Đức, Indonesian, Ý, Nhật Bản... và nhận được nhiều đánh giá tích cực tại đây.[5]
- Tại Philippines, phim được phát sóng trên GMA Network từ ngày 3 tháng 12 năm 2018 đến ngày 4 tháng 1 năm 2019.[11]